# Jean-Beanuel Petit-Homme
Jean-Beanuel Petit-Homme (10 agosto 1990) è un calciatore francese di origini guianesi, portiere del Le Geldar e della Selezione della Guyana francese.

## Carriera

### Club
Comincia a giocare al Le Geldar. Nel 2010 passa al Matoury. Nel 2014 torna al Le Geldar.

### Nazionale
Ha debuttato in Nazionale l'11 settembre 2010, nell'amichevole Guyana francese-Suriname (1-2). Nel 2017 viene inserito nella lista dei convocati per la Gold Cup 2017.